# 顏敏如
顏敏如 是居住在瑞士的中德雙語作家。

## 生平
顏敏如出生於臺灣，畢業於高雄師範學院英語系，現居住在瑞士。

## 寫作
她多年來筆耕不斷，以獨特的角度觀察阿拉伯世界和研究猶太歷史，作品也發表於《新蘇黎世日報》（德文）、《上海書評》、《書城》以及其他臺灣、香港的媒體，囊括小說和散文等多種文體。2009年在瑞士法語區 Le Château de Lavigny 駐地寫作。凡納教授的《摩西·孟德爾松：啟蒙時代的猶太思想家》被翻譯成中文，在臺灣出版並公開發售。顏敏如認為，臺灣在某種程度上和以色列很像，凡納教授研究的猶太啟蒙運動其實是建立猶太精神價值的重要來源。孟德爾松的哲學思想讓猶太族裔走出宗教和族群的自我限制，對歐洲社會開放的同時又保有民族的自我精神。 顏敏如2015年11月13日接受專訪，在開羅埃及國立電視臺 Nile TV 英文節目談她寫書和出版計劃。顏敏如是歐洲華文作家協會會員。
難民潮向歐洲移動，對此顏敏如也有第一手觀察。顏敏如榮獲2019年第五十屆吳濁流文學獎小說首獎，獲獎小說《我們，一個女人》。《我們‧一個女人》已發行德文版（Im Zeichen der Jadeblüte – Drei starke Frauen aus Taiwan" ）。對德語圈來說，18世紀末的海盜、20世紀初的藝旦、20世紀中葉的漁家女兒，在時間洪流中互相交織，她們的奮鬥和生活條件，不但豐富了故事，更令人對18世紀末至今的臺灣歷史及文化有了濃厚的印象。

## 評價
伊斯蘭文化研究權威林長寬教授評介《焦慮的開羅》：
　　世俗派與伊斯蘭派的拉鋸、極端勢力趁勢崛起，文明古國正面臨空前挑戰......
　　埃及────這個以金字塔與觀光業聞名於世的古老國度，會不會像她的鄰國敘利亞與利比亞一樣，因過度分裂而成為孕育極端主義的溫床？
　　《焦慮的開羅》以紀實類小說的筆法刻畫作者對埃及的細微觀察，呈現這一古老國度在阿拉伯之春後的政局發展與遭遇到的各種困境。由於宗教保守派的牽制與民主土壤的 缺乏，埃及不但要面對一般而普遍的挑戰，更要和冥頑不靈的激進伊斯蘭鬥爭。推翻獨裁統治的埃及人很快就發現，民主自由的道路並不容易。《焦慮的開羅》截水 斷流，反映了埃及革命前後的側景與背影，述說了一部分埃及人對未來的擔憂與盼望。真正的埃及有如尼羅浩蕩，它的宏偉壯大，它的無邊傷痛，與任何國家民族無異，需要更多更細地了解。

## 作品
- 此時此刻我不在

秀威資訊 (2007/08/01)
- 拜訪壞人—— 一個文學人的時事傳說

秀威資訊  (2009/09/01)
- 英雄不在家

釀出版 (2011/10/04)
- 焦慮的開羅：一個瑞士臺灣人眼中的埃及革命

釀出版 (2016/10/17)
- 我們，一個女人

釀出版 (2018/10/11)
- Im Zeichen der Jadeblüte Drei starke Frauen aus Taiwan [2]